# Élodie Ravera-Scaramozzino
Élodie Ravera-Scaramozzino, född 19 september 1995, är en fransk roddare.
Ravera-Scaramozzino tävlade för Frankrike vid olympiska sommarspelen 2016 i Rio de Janeiro, där hon tillsammans med Hélène Lefebvre slutade på 5:e plats i dubbelsculler. Vid olympiska sommarspelen 2020 i Tokyo slutade Ravera-Scaramozzino på 8:e plats tillsammans med Hélène Lefebvre i dubbelsculler.